# Holger Holm
Holger Fredrik Holm, född 9 september 1876 i Göteborg, död 19 november 1944 i Marstrand, var en svensk industriman.
Holger Holm var konsul och konfektionsfabrikör Johan Frederik Sørensen Holm av dansk härkomst. Efter att ha genomgått Sjökrigsskolan 1890-1892 bedrev Holm handelsstudier i Sverige, Tyskland och Frankrike 1896-1899 och anställdes därefter i faderns firma J. A. Wettergren & Co. i Göteborg. Han blev 1906 vice och 1915 ordinarie VD för företaget. I början av 1900-talet dominerade J. A. Wettergren & Co. svensk damkonfektion och hade mellan 1 500 och 2 000 anställda. I man började under början av 1900-talet även tillverka barnkläder och efter 1914 tog Holger Holm även upp herrkonfektion i fabrikens sortiment. Fabriken drabbades av konjunkturnedgången i början av 1920-talet men finanserna stabiliserade sig ganska snart och antalet anställda höll sig därefter kring 1 250 personer. I mitten av 1930-talet startades flera nya fabriker, bland annat i Jönköping. Holger Holm lämnade 1941 posten om VD för företaget.
Han var även ledamot av styrelsen för Sveriges industriförbund 1911-1941, ledamot av styrelsen för Ekedalens barnhem 1913-1941, ledamot av styrelsen för Sveriges Privatanställdas Pensionskassa (SPP) 1914-1922, ordförande i styrelsen för småbarnsskolorna i Göteborg 1914-1937, ledamot av styrelsen för Göteborgs arbetarinstitut. Holger Holm var även dansk vicekonsul från 1914 och konsul från 1915, kommissarie för Danmarks deltagande i internationella stadsbyggnadsutställningen i Göteborg 1923 och blev generalkonsul 1928. Därtill ordförande i styrelsen för AB Svenska pälsvarufabriken samt ledamot av styrelsen för Föreningen Nordens västra krets, Svenska konfektionsfabriksföreningen, Nya AB herr- och gosskläder, AB Eve kappfabriker, Konfektions AB Continental, AB Jawe och AB Flickkappor.